# Vladimir Estragon
Vladimir Estragon est un groupe de musique expérimentale allemand. Il est formé en 1988 par Alfred Harth, FM Einheit, Ulrike Haage et Phil Minton. 

## Biographie
En 1980, Harth produit le Long Play Es herrscht Uhu im Land, chez Edition of Contemporary Music, avec l'idée d'intégrer les genres musicaux punk rock, free jazz et musique classique. Il poursuit cette expérience tout au long des années 1980 avec les groupes Cassiber, Duck and Cover (en), Gestalt et Jive et Vladimir Estragon. Ce dernier groupe participe aux festivals de jazz de Berlin, de Münster, de Nickelsdorf etc. En 1990, le groupe se dissout lorsque Ulrike Haage rejoint les Rainbirds.

## Noms
Le nom de Vladimir Estragon provient du nom des deux protagonistes de la pièce de théâtre En attendant Godot de Samuel Beckett. Le titre de leur premier album est tiré d'une phrase du Finnegans Wake de James Joyce. Ces deux noms ont été trouvés par Alfred Harth qui depuis 1968 est un admirateur de Samuel Beckett. Selon l'interprétation de Harth les deux personnages, Vladimir et Estragon de En attendant Godot représentent l'Allemagne de l'Ouest et l'Allemagne de l'Est pendant la Guerre froide, attendant leur réunification. Ironiquement, quelques mois après la formation du groupe Vladimir Estragon, c'est le rideau de fer qui s'effondre.

## Membres
- FM Einheit – percussions, batterie, pierres
- Alfred Harth – composition, saxophone ténor, saxophone alto, clarinette, basse
- Ulrike Haage – composition programmation, piano, synthétiseur
- Phil Minton – chant, trompette

## Discographie
- 1999  : Three Quarks for Muster Mark (Enja Records)[1]